# Jardín Botánico de Geelong
El Jardín Botánico de Geelong (inglés: Geelong Botanic Gardens) es un jardín botánico y arboreto de unas 7 hectáreas de extensión en Geelong, Victoria, Australia. 
Es miembro del BGCI y presenta trabajos para la Agenda Internacional para la Conservación en los Jardines Botánicos. 
El código de identificación internacional del "Geelong Botanic Gardens" como miembro del "Botanic Gardens Conservation Internacional" (BGCI), así como las siglas de su herbario es GEELG.

## Localización e información
El jardín botánico se encuentra en el centro del "Eastern Park" ubicado en la zona este del  central business district. Es uno de los cuatro jardines botánicos más antiguos de  Australia.
Geelong Botanic Gardens City of Greater Geelong, PO Box 104, Geelong, Vic 3220, Australia.
Planos y vistas satelitales.38°9′0″S 144°22′41.16″E / -38.15000, 144.3781000
El jardín botánico está abierto todos los días del año.

## Historia
Los jardines fueron creados en un principio como espacio público en 1850, tomando el conjunto del actual "Eastern Park". El jardín botánico fue segregado más adelante como un área cercada en el centro del mismo parque. 
A finales del 1800 las instalaciones incluyeron un gran cantero de helechos de madera grande, tres millas (4,8 km) de viales para carromatos, pajarera, casa de monos y una piscifactoría. 
El primer curador del jardín fue Daniel Bunce, quien fue designado en 1857. Se crearon en 1859 varios invernaderos. En 1872 se hizo cargo de la curadoría John Raddenberry, después de la muerte de Bunce en el mismo año.
En octubre de 1885 fue abierto al público un invernadero de helechos. Tenía 37 metros de largo, por 18.5 metros de ancho y fue localizado donde actualmente se encuentra la fuente de George M. Hitchcock. El invernadero de helechos fue ampliado en 1886 por un octágono 18.5 m de alto, con una charca localizada debajo. Una tercera sección fue agregada en 1887, llevando la longitud total a 92 m. En 1920 los helechos habían crecído demasiado, y el invernadero de helechos fue demolido después de la Segunda Guerra Mundial porque la estructura de madera estaba en mal estado. 
Los jardines fueron renovados en el año 2002 con una nueva sección para las plantas de clima árido y las plantas nativas locales. Ofrece una entrada con árboles botella de Queensland (Brachychiton rupestris), combinando estructuras imitando plantas con esculturas modernas.

## Colecciones
El jardín botánico alberga colecciones de plantas de Australia y ultramar. El 10 % de las colecciones de plantas pertenecen a la Flora australiana. 
Entre sus colecciones son de destacar:
- Colecciones de especies y cultivares de Pelargonium, esta colección está reconocida por el "Garden Plant Conservation Association of Australia Inc."
- Agapanthus
- Salvias, hay una extensa colección de Salvias, que está reconocida por el "Garden Plant Conservation Association of Australia Inc." Representan especies de todo el mundo y están cultivadas en el jardín para sus llamativas flores. Las plantaciones incluyen especies de Sudáfrica tolerantes a la sequía mostradas en el jardín seco del siglo XXI.
- Plantas de uso en alimentación, se planta con verduras e hierbas que se utilizan como condimentos y para hacer sopas. Así mismo los vegetales de raíz incluyendo las remolachas.
- Rosaleda con una colección de rosas de la herencia.
- Árboles maduros significativos, los magníficos árboles honran el jardín botánico y el "Eastern Park". Son un testamento a la previsión de los guardianes que se han ocupado el área desde 1851. Los curadores Daniel Bunce (1857-1872) y John Raddenbury (1872-1896) plantaron muchos de los árboles que ahora se incluyen en el "Heritage Victoria's Register of Significant Trees" (registro de árboles significativos de la herencia de Victoria). Uno de los árboles emblemáticos del jardín es la Jubaea chilensis, o Palma de vino Chilena, que fue plantada en 1869. Es el logo símbolo de los amigos del "Geelong Botanic Gardens" desde su formación en 1985.